# Aïn El Hadjar, Bouïra
Ain El Hadjar là một đô thị thuộc tỉnh Bouira, Algérie. Dân số thời điểm năm 2002 là 7.988 người.